# Velimir Terzić
Velimir Terzić (em sérvio: Велимир Терзић; Golubovci, 26 de maio de 1908 – Belgrado, 13 de dezembro de 1983) foi um capitão do Exército Popular Iugoslavo, general partisan e historiador.

## Carreira militar
Terzić nasceu em 26 de maio de 1908 em Golubovci, perto de Podgorica, Montenegro.  Antes da Segunda Guerra Mundial, ele foi capitão do Exército Real Iugoslavo. 
Após a derrota da Iugoslávia na Guerra de Abril, ele se juntou aos guerrilheiros montenegrinos e participou da Revolta de 13 de julho.  Ele comandou a unidade Bijelo Polje.  No verão de 1942, ele se tornou o vice do general Arso Jovanović, chefe do QG Supremo Partisan.  Terzić também comandou o estado-maior principal de Montenegro, foi vice-comandante da 5ª brigada proletária montenegrina, chefe do estado-maior da quinta zona operativa e do estado-maior principal da Croácia.  Em abril de 1944, juntamente com Milovan Djilas, chefiou uma missão militar iugoslava na União Soviética. 
Após a guerra, ele permaneceu no Exército Popular Iugoslavo e desempenhou muitas funções, incluindo inspetor-chefe e chefe da Academia Militar.  Ele se aposentou do exército em 1955 e se tornou chefe do Instituto de História Militar (Vojno-istorijski institut) em Belgrado.

## Trabalho como historiador
Em 1963, foi publicada a monografia Jugoslavija u aprìlskom ratu 1941 de Terzić, que explorava as razões por trás da derrota da Iugoslávia na Guerra de Abril.  Nele, Terzić lista uma quinta-coluna croata como um fator importante na queda do exército iugoslavo.  Ele destaca o líder do Partido Camponês Croata, Vladko Maček, por ter colaborado com os Ustaše e negociado com as potências do Eixo, o que levou a uma sedição entre as forças croatas, resultando no colapso de todo o exército.  Segundo Terzić, muitos croatas abandonaram a Iugoslávia em favor de um estado croata independente e acolheram com entusiasmo as tropas alemãs em Zagreb. 
O historiador Wayne S. Vucinich cita o livro como um dos "melhores estudos sobre o golpe de estado a aparecer na Iugoslávia" na época, mas também observa que foi controverso.  Isto desencadeou uma onda de críticas na Croácia e de condenação por parte da imprensa do Partido Comunista.  Entre as críticas feitas a Terzić estava o facto de ele ter confiado em meias-verdades, em fontes pobres e de ter simplificado demasiado a situação, além de ignorar a narrativa oficial do Partido Comunista para a capitulação iugoslava.  Stjepan Ščetarić, um estudioso da Iugoslávia, criticou Terzić por se concentrar no comportamento de povos individuais em oposição a questões mais pertinentes, como as relações entre diferentes nacionalidades iugoslavas, a corrupção e a falta de preparação do estado e da liderança militar, bem como a agressão mais ampla por parte das forças do Eixo.  Jozo Tomasevich escreve que a afirmação de Terzić de que Maček deixou o governo para negociar com os alemães sem notificar ninguém é errada.  Ele também diz que a quinta coluna teve pouco efeito no resultado final da invasão.  O acadêmico Aleksa Djilas escreve que "apesar das evidências consideráveis" apresentadas por Terzić, ele tende a exagerar a deserção croata, já que muitas unidades croatas lutaram ativamente contra os alemães e a maioria dos oficiais croatas "permaneceram leais até 10 de abril, quando o NDH foi proclamada", o que pôs fim à Iugoslávia e, por sua vez, à lealdade deles ao governo. Ele acrescenta que o exército simplesmente refletiu o fraco sistema político iugoslavo e que as principais razões para a derrota foram a falta de liderança, o equipamento abaixo da média do exército e as técnicas táticas e estratégicas ultrapassadas. 
Durante a década de 1960, a historiografia da Segunda Guerra Mundial iugoslava mudou de uma narrativa de "fraternidade e unidade" para debates entre nacionalistas sérvios e croatas sobre o papel de cada grupo na guerra,  levando Josip Broz Tito e seu Partido Comunista a denunciar repetidamente "tendências nacionalistas burguesas" na historiografia.  O livro de Terzić exacerbou as tensões.  Seu trabalho levou outro ex-general partidário que virou historiador e futuro presidente da Croácia, Franjo Tudjman, a publicar sua própria tese na qual destacou o impacto do "Grande hegemonismo sérvio" do Reino Iugoslavo.   A edição expandida do livro de 1983 recebeu mais uma vez uma forte repreensão na Croácia,  e contribuiu para o crescimento do nacionalismo sérvio.  O historiador Kenneth Morrison escreve que se trata de uma “análise excepcionalmente detalhada dos acontecimentos que levaram ao desmembramento e ocupação da Iugoslávia”. 
Em agosto de 1983, Terzić fez a afirmação exagerada de que um milhão de sérvios foram mortos no campo de concentração de Jasenovac. 

## Honras e condecorações
| Nacionais                       |                                              |
| Predefinição:Ribbon devices/alt | Ordem da Bandeira de Guerra                  |
| Predefinição:Ribbon devices/alt | Ordem da Estrela Partisan                    |
| Predefinição:Ribbon devices/alt | Ordem do Mérito do Povo                      |
| Predefinição:Ribbon devices/alt | Commemorative Medal of the Partisans of 1941 |
| Estrangeiras                    |                                              |
| Predefinição:Ribbon devices/alt | Ordem de Suvorov, (União Soviética)          |